# Người khuyết tật (phim)
《Người khuyết tật》(tên tiếng Hoa: 低一點的天空; tên tiếng Anh: Happy Go Lucky) là bộ phim điện ảnh Hồng Kông có nội dung về những con người khuyết tật, được ra mắt vào năm 2003. Phim có sự góp mặt của dàn diễn viên chính bao gồm Trịnh Tắc Sĩ, Chung Hân Đồng, Lê Diệu Tường cùng với các diễn viên phụ khác như Giang Mỹ Nghi, Hàn Mã Lợi, Dư Tử Minh, Dương Di, Lạc Ứng Quân, Hồ Mỹ Nghi, Trương Đồng Tổ, Nguyễn Đức Thương, Thái An Kiều và một số diễn viên phụ khác. Bộ phim được đạo diễn bởi Diêu Thiên Đường và được sản xuất bởi công ty Universe Enter (Universe Entertainment and Culture Group Company Limited).

## Cốt truyện
Bộ phim kể về cuộc hành trình đầy lạc quan của ba người bạn là Mèo Mập (do Trịnh Tắc Sĩ thủ vai) - một anh chàng bị thiểu năng về mặt trí tuệ nhưng luôn chăm chỉ, sống lạc quan, vui tươi, yêu đời và có tài nấu ăn rất ngon, Chu Quốc Cường (do Lê Diệu Tường thủ vai) - một người đàn ông thông minh, vẽ đẹp nhưng lại mắc chứng rối loạn vận động dẫn đến bị co giật và cuối cùng là cô nàng khiếm thị Bạch Tuyết Tiên (do Chung Hân Đồng thủ vai) - một cô gái xinh đẹp, hát hay nhưng mất đi khả năng nhìn do một tai nạn khi còn nhỏ.
Cả ba mảnh đời đầy khiếm khuyết, luôn bị người khác xem thường, kỳ thị nhưng định mệnh đã khiến cho họ gặp nhau. Cả ba trở thành những người bạn thân thiết của nhau, chia sẻ buồn vui, lắp đầy những khoảng trống trong trái tim của mỗi người. Họ cùng nhau thực hiện những ước mơ riêng của mình, với Mèo Mập là mở một tiệm nước, với Chu Quốc Cường là mở một cửa hàng sách, còn với Bạch Tuyết Tiên lấy lại được khả năng nhìn từ đôi mắt của mình.
Đây là một bộ phim đầy ý nghĩa, sâu sắc, nó không chỉ khiến chúng ta có một cách nhìn đời tươi sáng hơn mà nó còn đem lại cho ta sự lạc quan, yêu đời hơn. Bộ phim không chỉ tạo nên mặt tích cực về nội dung cho người đọc mà nó còn tạo nên một dấu ấn riêng, một tiếng vang lớn cho các diễn viên tham gia phim.

## Diễn viên
| Diễn viên         | Vai diễn                                | Miêu tả |
| ----------------- | --------------------------------------- | --- |
| Trịnh Tắc Sĩ      | Mèo Mập                                 | Bị thiểu năng trí tuệ Nấu ăn rất ngon Làm việc tại một cửa hàng đồ ăn Có ước mơ mở một tiệm nước Bạn của Chu Quốc Tường và Bạch Tuyết Tiên                                                                      |
| Lê Diệu Tường     | Chu Quốc Cường (Tế Lộ Tường)/ Cường Nhỏ | Bị rối loạn vận động Rất thông minh và vẽ đẹp Làm việc tại một công ty Có ước mơ mở một cửa hàng sách Cháu của ông Chu Cấp dưới của ông Trương Đồng nghiệp của Eva và Johson Bạn của Mèo Mập và Bạch Tuyết Tiên |
| Chung Hân Đồng    | Bạch Tuyết Tiên                         | Bị khiếm thị nhưng sau đã được hồi phục Hát hồ quảng rất hay Con của ông Bạch và bà Bạch Chị em thân thiết của Mã Thục Phấn Bạn của Chu Quốc Tường và Mèo Mập                                                   |
| Giang Mỹ Nghi     | Connie                                  | Bạn của Mèo Mập |
| Hàn Mã Lợi        | Cô Hạnh                                 | Quản lý của Hội Người khiếm thị Hồng Kông |
| Dư Tử Minh        | Ông Chu                                 | Ông nội của Chu Quốc Cường |
| Lạc Ứng Quân      | Ông Bạch                                | Chồng của bà Bạch Cha của Bạch Tuyết Tiên Làm kinh doanh |
| Hồ Mỹ Nghi        | Bà Bạch                                 | Vợ của ông Bạch Mẹ của Bạch Tuyết Tiên Làm kế toán nhưng sau khi con gái bị tai nạn dẫn đến khiếm thị đã nghỉ hưu để chăm sóc con gái và giúp đỡ chồng Có thái độ khinh bỉ với Chu Quốc Cường và Mèo Mập        |
| Dương Di          | Eva                                     | Cấp dưới của ông Trương Đồng nghiệp của Chu Quốc Cường và Johnson Có tình cảm đặc biệt với Chu Quốc Cường |
| Trương Đồng Tổ    | Ông Trương                              | Cấp trên của Chu Quốc Cường, Eva và Johnson |
| Nguyễn Đức Thương | Johnson                                 | Cấp dưới của ông Trương Đồng nghiệp của Chu Quốc Cường và Eva Có thái độ khinh bỉ Chu Quốc Cường Hay trốn việc                                                                                                  |
| Thái An Kiều      | Mã Thục Phấn                            | Chị em thân thiết của Bạch Tuyết Tiên |

## Nhạc phim
- Nhạc nền:
  - 〈Ngã đích ba ba ma ma〉do Chung Hân Đồng trình bày

(Sáng tác: Âu Dương Nghiệp Tuấn, Lời: Lâm Tịch, Biên khúc: Trữ Trấn Đông, Sản xuất: Ngũ Lạc Thành)

## Ê-kíp phim
- Nhà phát hành: Hướng Hoa Cường
- Đạo diễn: Diêu Thiên Đường
- Biên kịch: Lâm Thiếu Kỳ
- Giám chế: Trịnh Tắc Sĩ
- Chế phiến: Trần Tư Mẫn
- Quay phim: Khưu Lễ Đào
- Biên tập: Trương Quốc Hùng
- Thu âm: Lương Lực Chi
- Mỹ thuật: Diệp Thục Hoa
- Thư ký trường quay: Trần Huệ Châu
- Ánh sáng: Ngô Kiện Văn
- Kỹ sư thiết kế: Lương Mạn Nghi
- Hóa trang: Âu Kiếm Sinh
- Phục trang: Lâm Tử Đình
- Đạo cụ: Trần Cẩm Sinh, Ngô Hạo Quân
- Kỹ sư trộn âm: Lâm Thiệu Nhu, Phan Vĩ Cơ, Liêu Gia Miên
- Giám đốc sản xuất: Trần Minh Anh
- Phó đạo diễn: Ngô Kính Hy
- Tạo mẫu tóc: Phùng Triệu Nghi
- Phối nhạc: Vi Khải Lương
- Diễn viên chính: Trịnh Tắc Sĩ, Chung Hân Đồng, Lê Diệu Tường
- Diễn viên phụ: Dư Tử Minh, Lạc Ứng Quân, Hồ Mỹ Nghi, Trương Đồng Tổ, Hàn Mã Lợi, Giang Mỹ Nghi, Dương Di, Thái An Kiều, Nguyễn Đức Thương,...
- Công ty phát hành: Tập đoàn Giải trí Ngôi sao Trung Quốc (中國星集團 - China Star Entertainment Limited)
- Công ty sản xuất: Universe Enter (寰宇娛樂文化 - Universe Entertainment and Culture Group Company Limited/Universe International Financial Holdings Limited)

## Đánh giá
Phim đạt được 62% trên Rotten Tomatoes.